# Djatlowo (Kaliningrad)
Djatlowo (russisch Дятлово, deutsch Neuweide) ist ein Ort in der russischen Oblast Kaliningrad. Er gehört zur kommunalen Selbstverwaltungseinheit Munizipalkreis Krasnosnamensk im Rajon Krasnosnamensk. Laut den letzten beiden Volkszählungen von 2010 und 2021 ist der Ort unbewohnt.

## Geographische Lage
Djatlowo liegt 18 Kilometer südwestlich der Rajonstadt Krasnosnamensk (Lasdehnen/Haselberg) und 15 Kilometer nordwestlich der ehemaligen Kreisstadt Dobrowolsk (Pillkallen/Schloßberg) an der Kommunalstraße 27K-187, die Lunino (Lengwethen/Hohensalzburg) über Uslowoje (Rautenberg) mit Wesnowo (Kussen) verbindet. Eine Bahnanbindung besteht nicht.

## Geschichte

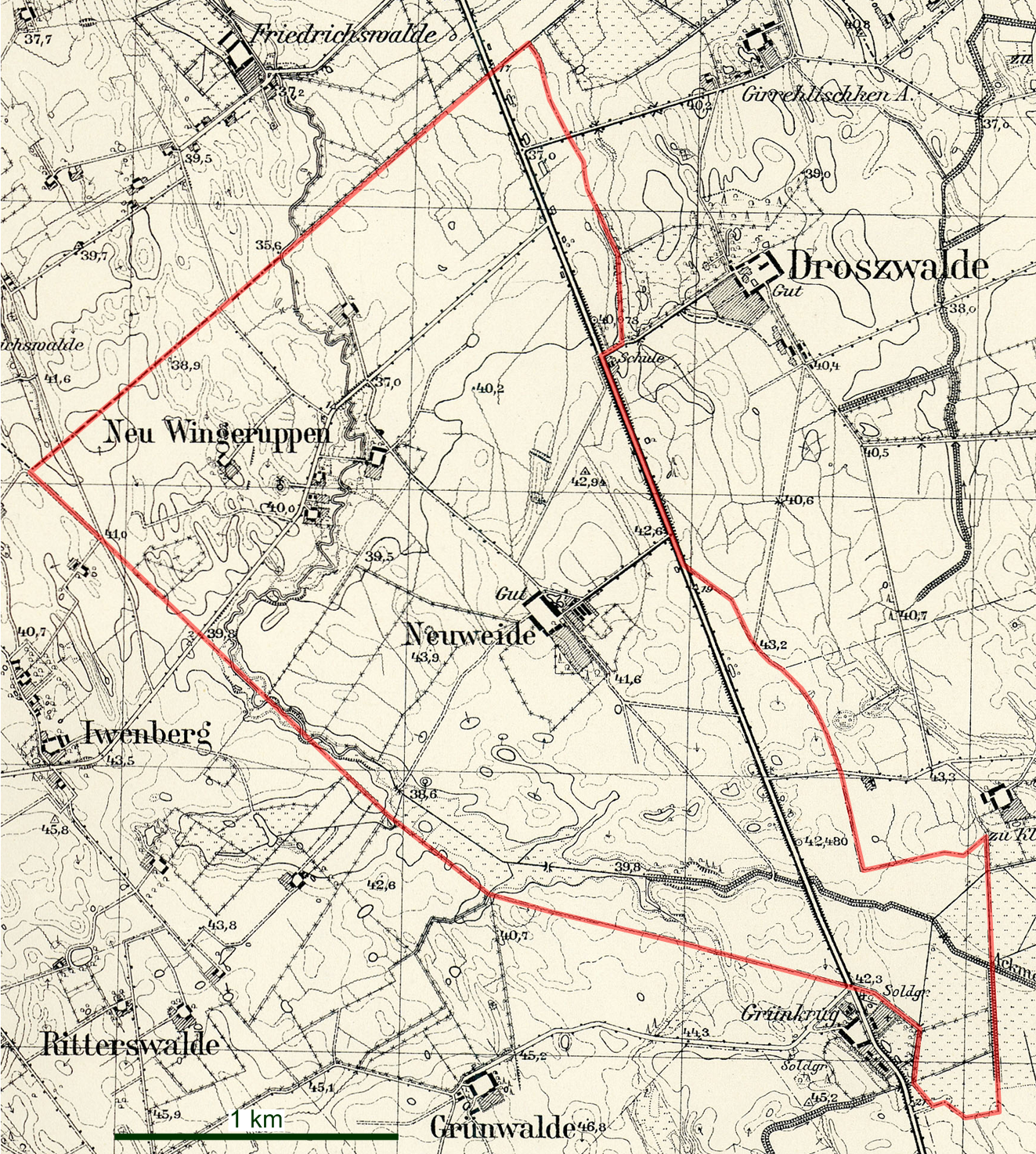
Die Gemeinde Neuweide auf einem Messtischblatt von 1935

Neuweide war zunächst der Name eines zum Gut Kussen gehörenden Grundstücks, das seit 1812 von dem Agrarwissenschaftler Friedrich Schmalz zu einem Vorwerk ausgebaut wurde und später unter dessen Sohn Gustav ein eigenständiges Gut wurde. Dabei wurden auch Ländereien des aufgegebenen benachbarten Erbfreidorfs Löbgirren übernommen. 1874 wurde der Gutsbezirk Neuweide dem neu gebildeten Amtsbezirk Baltruschelen im Kreis Pillkallen zugeordnet. 1928 wurde der Gutsbezirk Neuweide mit der Landgemeinde Neu Wingeruppen (s. u.) zur neuen Landgemeinde Neuweide zusammengefasst.
1945 kam Neuweide in Folge des Zweiten Weltkrieges mit dem nördlichen Ostpreußen zur Sowjetunion. Im Jahr 1947 erhielt der Ort den russischen Namen Djatlowo (djatel = Specht) und wurde gleichzeitig dem Dorfsowjet Wesnowski selski Sowet im Rajon Krasnosnamensk zugeordnet. Von 2008 bis 2015 gehörte Djatlowo zur Landgemeinde Wesnowskoje selskoje posselenije, von 2016 bis 2021 zum Stadtkreis Krasnosnamensk und seither zum Munizipalkreis Krasnosnamensk.

### Einwohnerentwicklung
| Jahr | Einwohner | Bemerkungen                    |
| ---- | --------- | ------------------------------ |
| 1867 | 61        |                                |
| 1871 | 69        |                                |
| 1885 | 86        |                                |
| 1905 | 77        |                                |
| 1910 | 88        |                                |
| 1925 | 47        |                                |
| 1933 | 96        | Einschließlich Neu Wingeruppen |
| 1939 | 113       | Einschließlich Neu Wingeruppen |
| 1984 | ~ 40      |                                |
| 2002 | 14        |                                |
| 2010 | 0         |                                |
| 2021 | 0         |                                |

### (Neu) Wingeruppen
Das Erbfreidorf Wingeruppen ist auf der Schrötterkarte von 1802 eingezeichnet. Auch die Landgemeinde Wingeruppen wurde 1874 dem Amtsbezirk Baltruschelen zugeordnet. Zur Unterscheidung vom gleichnamigen ebenfalls im Kreis Pillkallen gelegenen Ort Wingeruppen im Kirchspiel Mallwischken wurde der Ortsname zunächst mit seiner Kirchspielzugehörigkeit nach Kussen und später nach Rautenberg und schließlich um 1900 durch den Zusatz Neu näher bestimmt. 1928 wurde die Landgemeinde Neu Wingeruppen mit dem Gutsbezirk Neuweide zur Landgemeinde Neuweide zusammengeschlossen.

#### Einwohnerentwicklung
| Jahr | Einwohner |
| ---- | --------- |
| 1867 | 63        |
| 1871 | 63        |
| 1885 | 59        |
| 1905 | 38        |
| 1910 | 52        |

## Kirche
Die Bevölkerung Neuweides bzw. Neu Wingeruppens war vor 1945 überwiegend evangelischer Konfession. Der Ort war in das Kirchspiel der Kirche Rautenberg (Ostpreußen) eingepfarrt und lag somit im Kirchenkreis Pillkallen (Schloßberg) innerhalb der Kirchenprovinz Ostpreußen der Kirche der Altpreußischen Union. Heute liegt Djatlowo im Einzugsgebiet der neu entstandenen evangelisch-lutherischen Gemeinde in Sabrodino (Lesgewangminnen, 1938 bis 1946 Lesgewangen) im Bereich der Propstei Kaliningrad (Königsberg) der Evangelisch-lutherischen Kirche Europäisches Russland.